# پاتریک چاوار
پاتریک چاوار (انگلیسی: Patrik Ćavar؛ زادهٔ ۲۴ مارس ۱۹۷۱) بازیکن هندبال اهل کرواسی بود.
از باشگاه‌هایی که در آن بازی کرده‌است می‌توان به باشگاه فوتبال بارسلونا اشاره کرد.